# Хенкель, Кристиан Андреевич
Кристиан Андреевич Хенкель (род. 7 ноября 1995, Минск) — белорусский хоккеист, защитник клуба КХЛ «Динамо Минск», игрок сборной Белоруссии.

## Биография
Родился в 1995 году в семье хоккеиста Андреаса Хенкеля. Воспитанник минской хоккейной школы «Юность». Выступал в Молодёжной хоккейной лиге России и вторых лигах Белоруссии. В сезоне 2012/13 дебютировал в чемпионате Белоруссии за команду «Юниор». В следующем сезоне попробовал свои силы за океаном, выступал за канадскую команду «Летбридж Харрикейнз» в Западной хоккейной лиге. Вернулся в Белоруссию, где выступал за «Юность» до 2016 года.
В 2016 году подписал контракт с командой КХЛ «Динамо» Минск. Дебютировал в лиге 6 сентября в матче против московского «Спартака». В 2018 году продлил контракт с командой на год. За три сезона в команде провёл 171 матч, забросил 6 шайб и отдал 17 голевых передач.
В мае 2019 года подписал двухлетний контракт с казанским «Ак Барсом». В первом сезоне за команду сыграл 39 матчей, забросил 2 шайбы и отдал 5 голевых пасов. В феврале 2020 года выбыл на неопределённый срок из-за травмы стопы.
Выступал за юниорскую и молодёжную сборные Белоруссии на первенствах планеты. В 2016 году дебютировал за основную команду на чемпионате мира по хоккею с шайбой.
24 ноября 2023 года был обменян на Райли Барбера в «Барыс».